# ولفگانگ اشتومف
ولفگانگ اشتومف (انگلیسی: Wolfgang Stumph؛ زادهٔ ۳۱ ژانویهٔ ۱۹۴۶) یک هنرپیشه اهل آلمان است.